# Jerzy Hawrot
Jerzy Stanisław Hawrot (ur. 5 kwietnia 1911 w Samborze, zm. 15 marca 1962 we Wrocławiu) – polski historyk sztuki, architekt.

## Życiorys
Był synem starosty samborskiego Stanisława Hawrota i Emilii z Gańczakowskich, do szkoły średniej uczęszczał do Tarnopola. Po jej ukończeniu w 1929 wyjechał na rok studiować w Grenoble, po powrocie rozpoczął naukę na Wydziale Architektury Politechniki Lwowskiej. Dyplom ukończenia zdobył w 1939, po mobilizacji walczył podczas kampanii wrześniowej, a następnie powrócił do Lwowa i został pracownikiem naukowym lwowskiego Muzeum Lubomirskich. Rok później przeszedł do Muzeum Przemysłu Artystycznego, a po wkroczeniu do miasta wojsk hitlerowskich przedostał się do Krakowa. Podjął pracę inżyniera-konstruktora w niemieckim przedsiębiorstwie związanym z kinematografią, równocześnie korzystał z możliwości prowadzenia pierwszych prac badawczych w opactwie w Tyńcu. Po wkroczeniu do Krakowa Armii Czerwonej rozpoczął pracę w Urzędzie Wojewódzkim na stanowisku kierownika biura projektowego, równocześnie zaangażował się w organizację Wydziału Architektury w nowo powstałej Politechniki Krakowskiej. Na wniosek pełnomocnika Ministra Oświaty Stanisława Kulczyńskiego został skierowany do Wrocławia, gdzie we wrześniu 1945 powierzono mu funkcję koordynatora prac związanych z przygotowaniem gmachów szkolnych do rozpoczęcia w nich zajęć lekcyjnych i wykładów. Dwa miesiące później został pracownikiem naukowym Politechniki Wrocławskiej i inicjatorem powstania Wydziału Architektury. Od połowy grudnia 1945 był adiunktem w Katedrze Budowy Miast i Osiedli, gdzie współpracował z Tadeuszem Wróblem. Uczył rysunku architektonicznego oraz prowadził ćwiczenia z form architektonicznych. W 1946 poślubił Jadwigę z Turowskich, która zmarła tydzień po porodzie w grudniu tego samego roku, miesiąc później zmarł nowo narodzony syn Jan. Tragedia ta miała ogromny wpływ na pozostałe życie Jerzego Hawrota. Od 1947 był adiunktem w Katedrze Budownictwa Utylitarnego, w 1950 obronił doktorat, była to pierwsza praca doktorska obroniona na Politechnice Wrocławskiej. W 1951 wyjechał do Szczecina, gdzie w Wyższej Szkole Inżynierskiej kierował Katedrą Historii Architektury Powszechnej, w 1953 po likwidacji tej katedry powrócił do Wrocławia. Początkowo pracował w Katedrze Historii Architektury, od 1 marca 1954 zajmował stanowisko kierownika Zakładu Historii Architektury Starożytnej i Średniowiecznej. W 1955 został adiunktem na Wydziale Budownictwa, a rok później docentem. Zmarł po krótkiej chorobie 15 czerwca 1962.

## Prace naukowe
- "Najstarsze kościoły wrocławskie";
- "Sobótka: odkrycia i wykopaliska";
- "Opactwo św. Wincentego we Wrocławiu na tle współczesnego budownictwa";
- "Średniowieczne zabudowania Wawelu";
- "Słupy bazyliki św. Trójcy w Strzelinie";
- "Kościół św. Salwatora na Zwierzyńcu w Krakowie";
- "Kościół św. Wojciecha w Krakowie i źródła jego form";
- "Problemy konstrukcyjne dachów pierwotnych budowli";
- "Problematyka przedromańskich i romańskich rotund bałkańskich, czeskich i polskich";
- ""Sztuka romańska" w książce "Sztuka Wrocławia";
- "Sprawozdanie z prac archeologicznych i architektonicznych w kościele cmentarnym w Niemczy".